# Karl Löffler (Jurist)
Karl Löffler (* 10. Oktober 1821 in Tornow bei Landsberg a. W.; † März 1874 in Berlin) war ein deutscher Jurist und Autor. 
Karl Löffler studierte Jura in Berlin und ging danach in den Staatsdienst. 1844 machte er sich als Schriftsteller selbstständig. Er war u. a. Redakteur der Berliner Gerichts-Zeitung. Später wandte er sich der Chemie zu und wurde Direktor der Zuckerfabrik Rothensee bei Magdeburg. Später wurde Löffler als Generaldirektor der Zuckerfabriken nach Russland berufen.
1865 ging er nach Amerika und leitete die New Yorker Staats-Zeitung, ging jedoch bereits 1858 mit seiner Familie wieder nach Europa zurück und lebte in Berlin als Privatgelehrter. Dort starb er infolge eines Schlaganfalles. 

## Schriften (Auswahl)
- Das Alte und das Neue Berlin. Berlin 1863
- Die Justizmorde der Neuzeit aller Länder. Leipzig 1867
- Die Opfer mangelhafter Justiz. Jena 1868–1870
- Ut 't Dörp: Lustege Vertellungen van’n oll'n Nümärker. Jena 1868
- Van mienen Keenich Willem. Roman in Neumärker Platt. Jena 1869
- Aus dem Sciotathale: Schicksale deutscher Ansiedler. Berlin 1870